# Arhiducesa Maria Christina de Austria (1879–1962)
Arhiducesa Maria Christina Isabelle Natalie de Austria, (17 noiembrie 1879 – 6 august 1962) a fost membră a ramurei Teschen a Casei de Habsburg-Lorena și Arhiducesă de Austria, Prințesă de Boemia, Ungaria și Toscana prin naștere. Prin căsătoria cu Emanuel Alfred, Prinț Ereditar de Salm-Salm, Maria Christina a devenit membră a Casei de Salm-Salm și Prințesă Ereditară de  Salm-Salm.